# Urpmi
Urpmi es una herramienta de administración de paquetes que se encarga de instalar, eliminar, actualizar y hacer preguntas a los paquetes de software de aplicaciones locales o remotas (vía red). Envuelve al administrador de paquetes RPM (RedHat Package Manager) extendiendo las funcionalidades que otorga. Uno de sus principales fines es de facilitar la instalación de programas con herramientas que desprenden los problemas comunes sobre ausencia de dependencias. URPMI Trabaja con las fuentes oficiales de Mandriva Linux o con fuentes externas tales como las que otorga Penguin Liberation Front y otros repositorios no oficiales.

## Órdenes básicas
urpmi no es una única orden; urpmi consiste en una familia de órdenes: 
- urpme
- urpmi
- urpmi.addmedia
- urpmi.removemedia
- urpmi.update
- urpmf
- urpmi_rpm-find-leaves
- urpmq
- urpmi.recover

| urpmi <nombre>        | Instala el paquete <nombre> con las dependencias vinculadas                                                                     |
| urpme <nombre>        | Desinstala el paquete <nombre> con las dependencias vinculadas                                                                  |
| urpmq <nombre>        | Busca en la base de datos el paquete de llamado <nombre>                                                                        |
| urpmf <archivo>       | Busca,, entre los paquetes que componen los repositorios del sistema, archivos o directorios que contengan la palabra <archivo> |
| urpmi.update <nombre> | Actualiza las listas de paquetes del repositorio <nombre>                                                                       |

## Órdenes útiles
| urpmq -y <palabra>     | Busca nombres de paquetes que coincidan con <palabra> |
| urpmq -yi <palabra>    | Busca nombres de paquetes que coincidan con <palabra> y nos muestra la información existente |
| urpmq -yr <palabra>    | Busca nombres de paquetes que coincidan con "palabra" y nos muestra la versión de los paquetes |
| urpmi.update -a        | Actualiza la lista de paquetes de todos los repositorios definidos en el sistema |
| urpmi --test <palabra> | Descarga el paquete <palabra> (y todas sus dependencias), y comprueba si el paquete es instalable. Cuando finaliza, los paquetes descargados permanecen en el directorio /var/cache/urpmi/rpms/ . Ejecutando urpmi <palabra> instalara los paquetes de ese directorio. En caso de abortar (Ctrl + C) la ejecución de esta orden, la próxima vez que se ejecute urpmi <palabra> , el sistema no necesitara descargar los paquetes ya descargados. |
| urpmi_rpm-find-leaves  | Busca paquetes sin vínculos de dependencia |